# Crumomyia nipponica
Crumomyia nipponica är en tvåvingeart som först beskrevs av Richards 1963.  Crumomyia nipponica ingår i släktet Crumomyia och familjen hoppflugor. Inga underarter finns listade i Catalogue of Life.